# ラルフ・クレイグ
ラルフ・クレイグ (Ralph Cook Craig、1889年6月21日 - 1972年7月21日)は、アメリカ合衆国の陸上競技選手。短距離の選手として1912年ストックホルムオリンピックに出場し、100m、200mの2冠を達成した選手である。

## 経歴
クレイグは、もともとはハードラーであった。ミシガン大学に入学後、スプリンターとしての才能を発揮し始めた。1910年、彼はIC4A（全米大学スポーツ連盟）の220ヤードで優勝。翌年も勝利を飾っている。
1912年にクレイグはオリンピック代表に選ばれ、ストックホルムオリンピックの100mに出場する。決勝では、予選で10秒6の世界記録を出していたドナルド・リッピンコット（Don Lippincott）が金メダルの最右翼と見られていた。7回ものフライングの後ようやくスタートを切ったレースで、クレイグは10秒8の記録を出し金メダルを獲得する。一方でリッピンコットは銅メダルに終わっている。クレイグは200mでもリッピンコットと熱戦を繰り広げ、21.7秒で、10分の1秒差で勝利し2冠を達成した。しかし、クレイグは、4×100mリレーのメンバーには加わらなかった。
オリンピック終了後すぐクレイグは競技から引退する。しかし、59歳になった1948年に、ロンドンオリンピックのヨット競技の補欠として参加。結局出場はしなかったものの、開会式の旗手として行進をした。